# Denkmalgeschützte Objekte im Okres Krupina

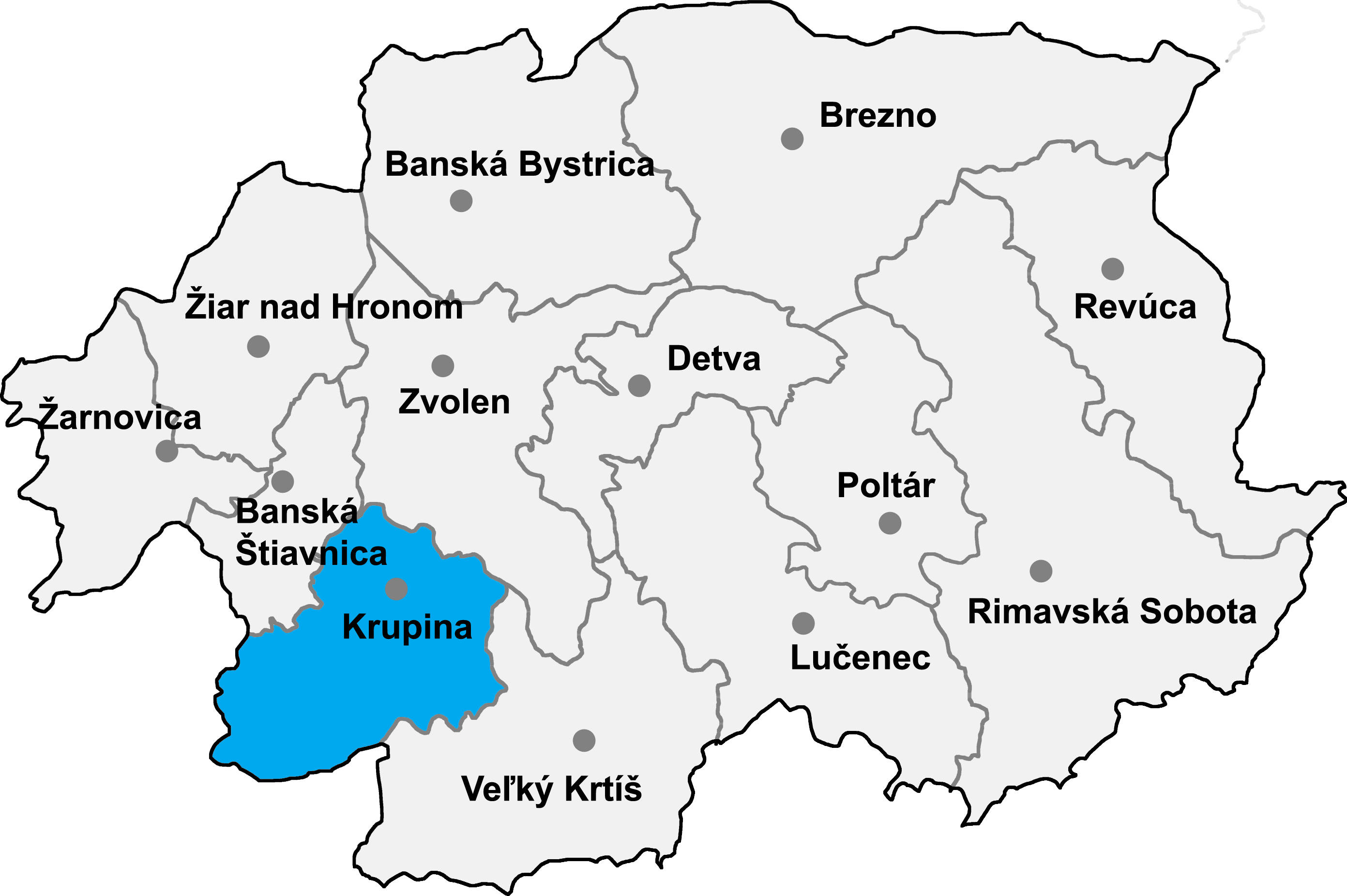

Im Okres Krupina bestehen 191 denkmalgeschützte Objekte. Die unten angeführte Liste führt zu den Gemeindelisten und gibt die Anzahl der Objekte an. In Gemeinden, die nicht verlinkt sind, existieren keine geschützten Objekte.
| Gemeindeliste                    | Objektanzahl |
| -------------------------------- | ------------ |
| Bzovík                           | 5            |
| Cerovo                           | 3            |
| Čabradský Vrbovok                | 3            |
| Čekovce                          | 0            |
| Devičie                          | 1            |
| Dolné Mladonice (Untermladunitz) | 0            |
| Dolný Badín (Unterbadin)         | 0            |
| Domaníky                         | 0            |
| Drážovce (Dahowitz)              | 0            |
| Drienovo                         | 2            |
| Dudince                          | 1            |
| Hontianske Moravce               | 2            |
| Hontianske Nemce (Nemtze)        | 12           |
| Hontianske Tesáre (Dessir)       | 4            |
| Horné Mladonice (Obermladunitz)  | 0            |
| Horný Badín (Oberbadin)          | 3            |
| Jalšovík                         | 0            |
| Kozí Vrbovok                     | 0            |
| Kráľovce-Krnišov                 | 4            |
| Krupina (Karpfen)                | 25           |
| Lackov                           | 0            |
| Ladzany (Lasan)                  | 2            |
| Lišov                            | 1            |
| Litava                           | 5            |
| Medovarce (Medowaritz)           | 0            |
| Rykynčice (Ruckinschitz)         | 3            |
| Sebechleby (Siebenbrot)          | 97           |
| Selce                            | 0            |
| Senohrad                         | 13           |
| Sudince (Sedimitz)               | 0            |
| Súdovce (Sudowatz)               | 0            |
| Terany (Terin)                   | 0            |
| Trpín                            | 2            |
| Uňatín                           | 0            |
| Zemiansky Vrbovok                | 0            |
| Žibritov                         | 5            |